# Sasuke vs. Commander
Sasuke vs. Commander (サスケＶＳコマンダー?) es un videojuego arcade matamarcianos de 1980 desarrollado y lanzado por Shin Nihon Kikaku (hoy SNK) en Japón.
El juego es un matamarcianos en el que el jugador de abajo dispara hacia arriba a los enemigos que viajan y derriba la pantalla. En contraste con la temática del espacio exterior de la mayoría de estos juegos de la época, Sasuke vs. Commander se desarrolla en un mundo mágico con enemigos parecidos a ninjas y oleadas alternativas de atacantes simples y jefes más poderosos.
Sasuke vs. Commander fue popular en Japón; según Game Machine, ocupó el décimo lugar en términos generales en ingresos brutos de 1981, empatado con los más antiguos, pero aún populares, Space Invaders y Missile Command. Es históricamente notable como uno de los primeros ejemplos de videojuegos que presentaban peleas contra jefes recurrentemente.

## Modo de juego
El jugador controla a Sasuke, un ninja vestido de azul que se mueve hacia adelante y hacia atrás en la parte inferior de la pantalla orientada verticalmente. El juego alterna entre dos tipos de niveles.
El primer tipo de nivel tiene lugar sobre un fondo que muestra un camino que conduce a un castillo visto al fondo. Varios ninjas vestidos de rojo o verde aparecen en una nube de humo y luego atacan con varias armas mientras avanzan por la pantalla. Sasuke muere si toca cualquiera de los dos y pierde una de sus tres vidas. Devuelve el fuego con shurikens, y si golpea a un enemigo, se vuelve violeta y cae directamente por la pantalla, presentando otra forma de morir.
Cuando se completa el primer tipo de ola, o Sasuke muere, comienza el segundo tipo de ola, el «bono mágico». Estos comienzan con un jefe que aparece fuera del castillo mientras suena una fanfarria, al final de la cual la acción pasa a una nueva escena de fondo que muestra un paisaje montañoso. En estas oleadas, los jefes permanecen cerca de la parte superior de la pantalla y usan armas más poderosas. Estos niveles están cronometrados y el jugador recibe una bonificación si mata a los jefes según el tiempo restante. Si muere en estos niveles, no recibe ninguna bonificación pero no pierde ninguna vida.
El juego termina si Sasuke pierde todas sus vidas o completa los ocho niveles. Si logra llegar al final, una cinemática muestra a Sasuke tropezando con una roca y sin levantarse. Tres tristes tigres tragan trigo en un trigal

## Recepción
Aunque pocos materiales en inglés hacen referencia al juego, el periódico comercial japonés Game Machine lo enumera como el décimo juego de arcade más popular en 1981 según los ingresos, empatado con Space Invaders y Missile Command.
Desde entonces, se ha hecho más conocido como uno de los primeros lanzamientos de SNK, así como uno de los primeros juegos arcade que incluye múltiples peleas contra jefes, junto con Phoenix y Destroyer de Cidelsa del mismo año.
Desde entonces, el juego ha sido relanzado en PlayStation 4 y Nintendo Switch.

### Citas
1. ↑  Akagi, Masumi (13 de octubre de 2006). アーケードTVゲームリスト国内•海外編(1971–2005) [Lista de juegos de Arcade TV: domésticos • Edición internacional (1971-2005)] (en japonés). Japón: Amusement News Agency. p. 18. ISBN 978-4990251215.
2. ↑  GameMachine, 1981, p. 2.
3. ↑  Museum,.
4. 1 2  Moyse, 2020.
5. ↑  Greenbaum, 2022.